# Gerger
Gerger is een Turks district in de provincie Adıyaman en telt 25.811 inwoners (2007). Het district heeft een oppervlakte van 702,4 km².
De bevolkingsontwikkeling van het district is weergegeven in onderstaande tabel.

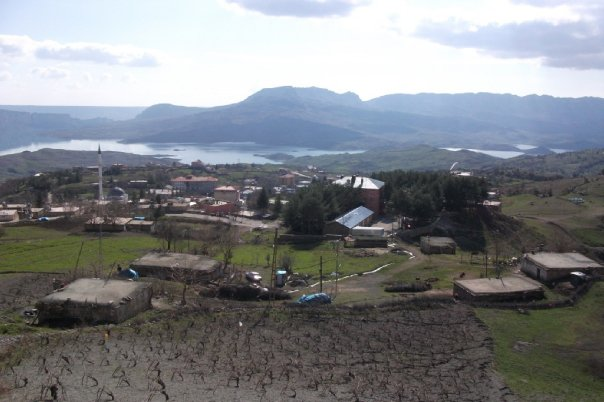
Gerger

| 1997   | 2000   | 2007   |
| ------ | ------ | ------ |
| 28.104 | 27.208 | 25.811 |